# دهستان آگست
آگست (به اسپانیایی: Agost) دهستانی در استان آلیکانتهٔ اسپانیا است.
در این دهستان ۴۸۱۳ نفر زندگی می‌کنند. مساحت این دهستان ۶۶٫۶۶ کیلومتر مربع است.